# Leandra García Caicedo
Pour les articles homonymes, voir García et Caicedo.
 (décembre 2014).
Si vous disposez d'ouvrages ou d'articles de référence ou si vous connaissez des sites web de qualité traitant du thème abordé ici, merci de compléter l'article en donnant les références utiles à sa vérifiabilité et en les liant à la section « Notes et références ».
Leandra García, de son nom complet Jessica Leandra García Caicedo, est la Miss Colombie 2014. Leandra est née à Manizales et a grandi à Cali. Elle est âgée de 21 ans lors de son élection. Leandra est une présentatrice TV.

## Compétition
En 2014, en tant que représentante du département de Nariño, elle participe à Miss Colombie qu'elle remporte, après 15 jours de compétition durant lesquelles elle a affronté 33 autres participantes. Le 14 décembre 2014, elle participe à l'élection de Miss Monde.